# Sucker for Pain
Sucker for Pain è un singolo dei rapper Lil Wayne e Wiz Khalifa e del gruppo musicale Imagine Dragons con la collaborazione di Logic, Ty Dolla Sign e degli X Ambassadors, estratto dalla colonna sonora del film Suicide Squad e pubblicato il 24 giugno 2016 dalla Atlantic e dalla Warner Bros. Records.

## Tracce
Testi e musiche di Alexander Grant, Dwayne Carter, Cameron Thomaz, Daniel Sermon, Daniel Reynolds, Benjamin McKee, Daniel Platzman, Robert Hall, Tyrone Griffin Jr. e Sam Harris.
1. Sucker for Pain – 4:04

## Classifiche
| Classifica (2016) | Posizione massima |
| ----------------- | ----------------- |
| Australia         | 7                 |
| Austria           | 6                 |
| Belgio (Fiandre)  | 35                |
| Belgio (Vallonia) | 35                |
| Danimarca         | 9                 |
| Finlandia         | 5                 |
| Francia           | 18                |
| Germania          | 8                 |
| Italia            | 19                |
| Lussemburgo       | 7                 |
| Norvegia          | 3                 |
| Nuova Zelanda     | 5                 |
| Paesi Bassi       | 30                |
| Portogallo        | 5                 |
| Spagna            | 57                |
| Svezia            | 9                 |
| Svizzera          | 16                |